# The Cry of the Children
The Cry of the Children è un cortometraggio muto del 1912 diretto da George Nichols.
Basato su un poema di Elizabeth Barrett Browning del 1842, il film è una ferma ed esplicita denuncia del lavoro minorile negli Stati Uniti agli inizi del Novecento, in un'epoca in cui la mortalità tra i minori lavoratori raggiungeva anche punte del 30-50%. Ne è protagonista Marie Eline ("The Thanhouser Kid"), allora una delle più popolari attrici bambine del cinema americano.
Ancor più del contemporaneo Children Who Labor, il film suscitò molte polemiche per l'aperta denuncia sociale, l'inserimento di sequenze riprese dal vivo del lavoro di bambini in fabbrica, e il tragico finale con la morte della piccola protagonista. Fu pubblicato esattamente un anno dopo che più di 100 donne lavoratrici (molte delle quali adolescenti) erano rimaste vittime nel tragico incendio della fabbrica Triangle a New York nel 1911. Il candidato presidenziale Woodrow Wilson citò il film per nome durante la campagna elettorale del 1912 per illustrare il fallimento del presidente William Howard Taft nel proteggere i lavoratori. Wilson vinse le elezioni.

## Trama
Alice è una dei tanti bambini costretti al lavoro in fabbrica dalle disperate condizioni economiche della famiglia e una delle molte vittime delle terribili condizioni di lavoro cui i minori sono sottoposti.

## Produzione
Il film fu prodotto dalla Thanhouser Film Corporation.

## Distribuzione
Il film fu distribuito dalla Film Supply Company il 30 aprile 1912. È oggi reso disponibile in DVD dalla Thanhouser Company Film Preservation Inc..

## Preservazione
Il film è uno dei pochi ad essersi preservati tra quelli prodotti dalla Thanhouser Film Corporation, situata nella città di New Rochelle, appena a nord di New York, e attiva dal 1909 al 1918. La maggior parte dei film prodotti dalla Thanhouser si è persa. Nel 2011 il film è stato selezionato per la conservazione nel National Film Registry dalla Library of Congress di Washington per essere "culturalmente, storicamente o esteticamente significativo".